# Spheniscus mendiculus
Lo Spheniscus mendiculus, o Pinguino delle Galapagos, classificato da Sundevall nel 1871, è un uccello che appartiene alla famiglia dei Spheniscidae.

## Sistematica
Privo di sottospecie, è quindi monotipico.

## Aspetti morfologici
È lungo 48–53 cm, pesa intorno ai 2,2 chilogrammi. È considerato quello di minori dimensioni fra gli appartenenti al suo genere.

## Distribuzione e habitat
Come dice anche il nome lo si trova quasi esclusivamente sulle Galápagos, è il pinguino che vive più a  nord, a cavallo dell'Equatore.

## Biologia generali

### Alimentazione
Il pinguino delle Galapagos, come ogni altro pinguino, si nutre principalmente di pesci. Sta soffrendo come altri uccelli del suo ordine dell'innalzamento delle temperature (riscaldamento globale), che fanno sì che riesca a trovare meno pesci di quelli preferiti per la sua dieta.